# Martin-Luther-Kingpark

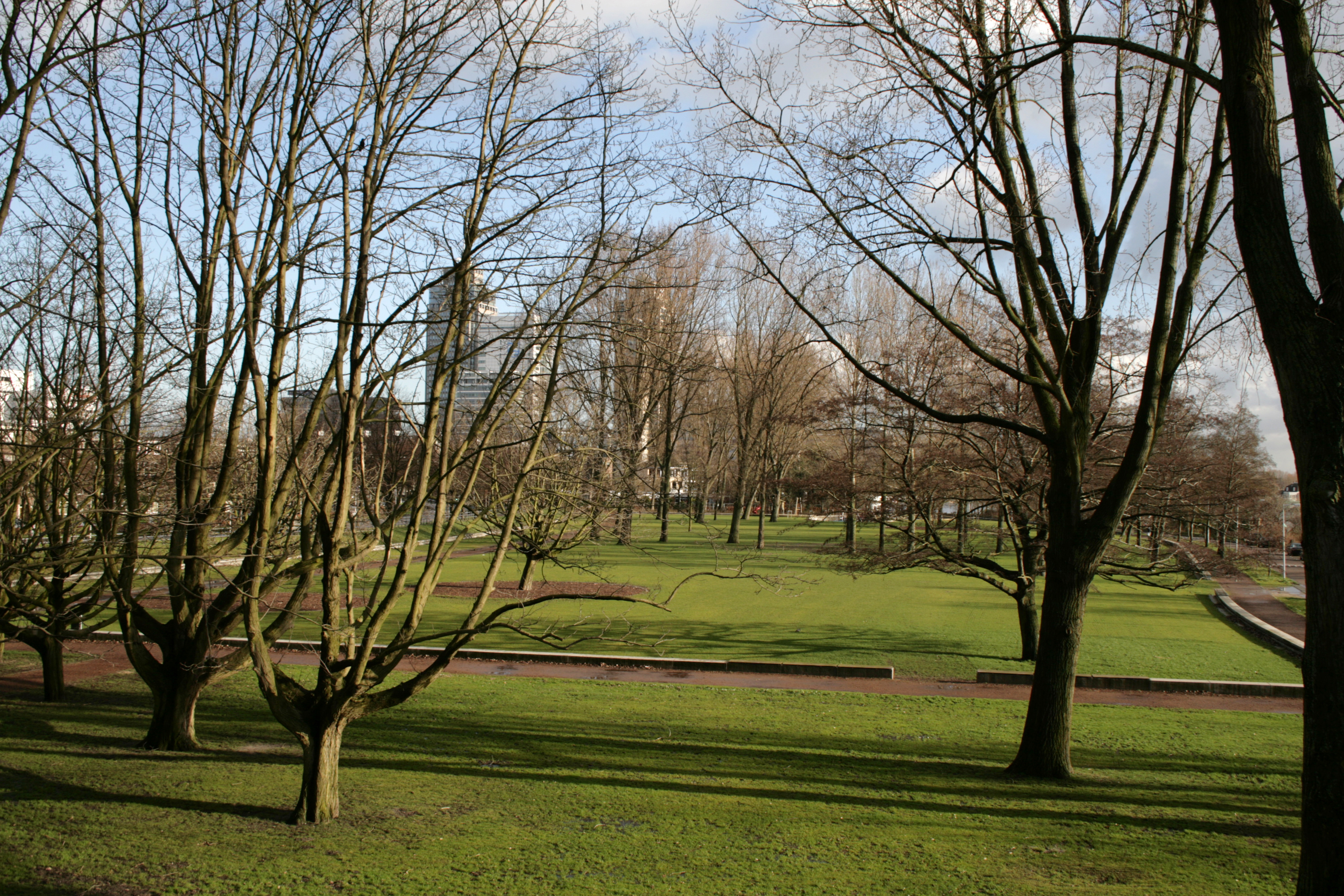
Nördlicher Teil des Martin Luther Kingparkes

Der Martin-Luther-Kingpark (Eigenname: Martin Luther Kingpark) ist eine Parkanlage im Stadtbezirk Amsterdam-Zuid in der Provinz Nordholland. Der Park liegt in der Nähe der Rivierenbuurt an dem Fluss Amstel und an der President Kennedylaan. Durch die Nieuwe Utrechtsebrug (deutsch Neue Utrechtse Brücke) wird der Park geteilt. Er bietet viele Möglichkeiten zur Erholung,
zum Spazieren gehen und ist mit zahlreichen Sitz- und Liegegelegenheiten ausgestattet.

## Geschichte
Ende des 19. Jahrhunderts wurde von der Gemeinde Amsterdam der Vorschlag unterbreitet, bei den neuen Erweiterungsplänen (niederländisch Uitbreidungsplan; später: Algemeen Uitbreidungsplan, kurz AUP) der Stadt auch Parkanlagen und Grünflächen mit einzubeziehen. Der niederländische Architekt  H.P. Berlage (1856–1934), der damit beauftragt wurde, bezog diesen Vorschlag in seinem Plan Zuid (deutsch Plan Süd) mit ein. Ende der 1920er, Anfang der 1930er Jahre ließ die Gemeinde den Park durch Arbeitslose anlegen im Rahmen einer Arbeitsbeschaffungsmaßnahme (niederländisch Werkverschaffingsprojekt).

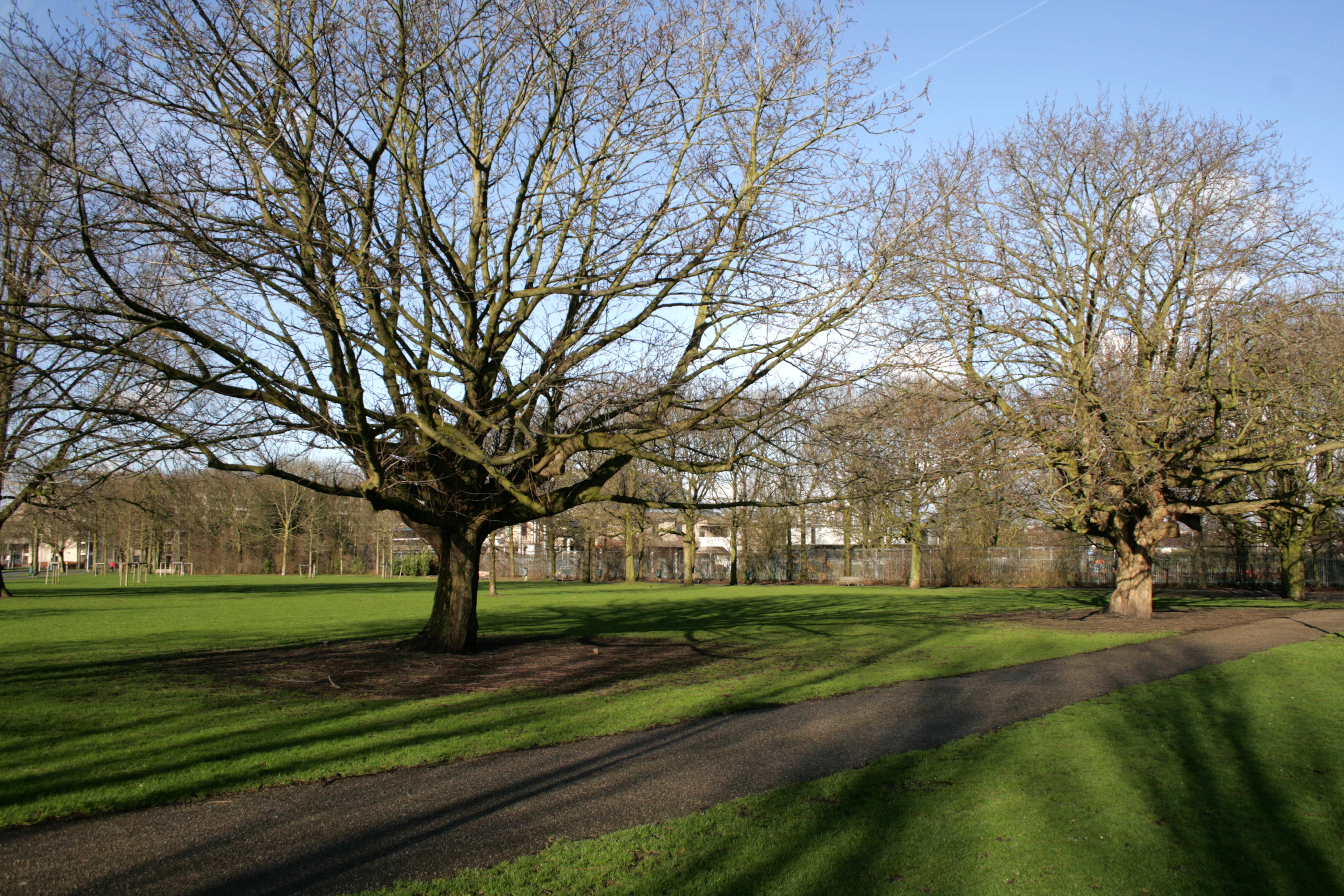
Südlicher Teil des Martin Luther Kingparkes

Offiziell wurde der Park 1936 fertiggestellt und geöffnet. 1949 bekam die Parkanlage den Namen „Amstelpark“. 1968 wurde der Park nach dem US-amerikanischen Bürgerrechtler Martin Luther King (1929–1968) genannt. Der andere, ebenfalls in Amsterdam Süd liegende Park mit dem damaligen Namen Park Zuid, auf dem die damalige Garten- und Landbauausstellung Floriade
stattfand, erhielt dann den Namen Amstelpark.
Seit 1990 findet im Martin Luther Kingpark jährlich das Theaterfestival De Parade (auch kurz Parade genannt) statt mit rund 48 Musik-, Tanz-, Theater- und etwa 13 Kindervorstellungen.
In den ersten zwei Tagen 2012 kamen bereits 17.000 Besucher zur Parade im Martin Luther Kingpark.
Das rundreisende Theater gibt auch Vorstellungen in Rotterdam, Den Haag und Utrecht.

## Verkehrsverbindung
Die Amsterdamer Straßenbahn (Tram, Tramlijn) Nr. 25 fährt vom Hauptbahnhof zur Haltestelle President Kennedylaan (Stand: Februar 2013). Dort liegt an der südlichen Seite der Martin Luther Kingpark.